# Noyal-Châtillon-sur-Seiche
Noyal-Châtillon-sur-Seiche è un comune francese di 6 783 abitanti situato nel dipartimento dell'Ille-et-Vilaine nella regione della Bretagna. Comprende i vecchi comuni di Noyal-sur-Seiche e di Châtillon-sur-Seiche.

## Società

### Evoluzione demografica
Abitanti censiti